# Nichole Bloom
Nichole Sakura O'Connor (Condado de Santa Clara, California; 15 de diciembre de 1989), más conocida como Nichole Bloom, es una actriz estadounidense.

## Carrera
Bloom comenzó su carrera como actriz en 2010 con el papel principal en el cortometraje independiente Everyday. Al año siguiente protagonizó otro cortometraje, Carpool, junto a Morgan Pavey y Andy Dulman. Obtuvo reconocimiento generalizado en 2012 por su papel en la película Proyecto X. La cinta fue un éxito de taquilla, recaudando $100.9 millones de dólares en ventas totales de taquilla, con un presupuesto de solo $12 millones.
En 2012, protagonizó la película independiente Model Minority. La película ganó premios en el Festival de Cine de Sacramento, el Festival de Cine Independiente de Londres, el Festival de Cine del Pacífico Asiático de Los Ángeles, el Festival de Cine de Las Vegas, entre otros. Bloom también obtuvo un Premio Especial del Jurado en el 28° Festival de Cine del Pacífico Asiático de Los Ángeles en la categoría de Mejor Nueva Actriz. En 2015 interpretó en el juego Until Dawn el personaje Emily Davis y en el mismo año se incorporó al elenco principal de la serie de NBC Superstore, en el papel de Cheyenne. En 2016 integró el reparto de la película Teenage Cocktail, junto a Fabianne Therese.

## Filmografía

### Cine
| Año  | Título                                               | Papel             | Notas         |
| ---- | ---------------------------------------------------- | ----------------- | ------------- |
| 2010 | Everyday                                             | Nichole O'Connor  | Cortometraje  |
| 2011 | Carpool                                              | Rachel            | Cortometraje  |
| 2012 | Proyecto X                                           | Chica de JB       |               |
| 2012 | Model Minority                                       | Kayla Tanaka      |               |
| 2013 | Full Circle                                          | Nichole           | Cortometraje  |
| 2015 | Man Up                                               | Kayla             |               |
| 2016 | Teenage Cocktail                                     | Annie Fenton      | Rol principal |
| 2017 | Lazer Team 2                                         | Maggie Wittington |               |
| 2023 | Please Don't Destroy: The Treasure of Foggy Mountain | Amy               |               |

### Televisión
| Año           | Título                   | Papel         | Notas         |
| ------------- | ------------------------ | ------------- | ------------- |
| 2014          | Teen Wolf                | Rinko         | 1 episodio    |
| 2014          | Grey's Anatomy           | Leanne        | 1 episodio    |
| 2014–2016     | Shameless                | Amanda        | 17 episodios  |
| 2015–2021     | Superstore               | Cheyenne      | 113 episodios |
| 2017–presente | OK K.O.! Let's Be Heroes | Actriz de voz |               |

### Videojuegos
| Año  | Título     | Papel              | Notas                               |
| ---- | ---------- | ------------------ | ----------------------------------- |
| 2015 | Until Dawn | Emily ''Em'' Davis | Voz y rasgos faciales del personaje |